# 周凤九
周凤九（1891年—1960年），原名周祺，湖南省长沙市宁乡县双江口镇人，中国公路工程专家。是周光召的父亲。

## 生平
周凤九出生于一个书香门第。1915年，周凤九毕业于湖南高等工业学校（今湖南大学）土木科。1920年，周凤九奔赴法国留学，在巴黎土木建筑学校入读，三年之后入读于德国柏林大学和比利时岗城大学。1925年，周凤九回到中国，出任楚怡工业学校土木科主任，同时任教于湖南大学土木工程系。 1916年，周凤九出任湘中汽车路局工程师。1929年，周凤九出任湖南省公路局总工程师。后来历任：交通部管理处桥渡科科长，川滇西路局长，西南公路芷江分局局长，第二公路局副局长兼总工程师。1949年后被任命为中南区公路局副局长兼任总工程师。1953年，周凤九出任交通部技术委员会副主任。 1956年，周凤九出任中国公路总局副局长兼任总工程师。后来当选为湖南省第一第二届人大代表和中国政协委员。

## 贡献
1922年，周凤九参加了七省公路会议，制定了中国公路联络网。
1934年，周凤九作为中国代表出席了德国国际道路会议，发表了《城乡经济路面建筑保养方法之概述》。
1935年，周凤九用时两年督造了湘黔公路。
后来参与建筑了武汉长江大桥。